# Selecció femenina de rugbi VII de Nova Zelanda
La selecció femenina de rugbi VII de Nova Zelanda és l'equip representatiu de Nova Zelanda en competicions internacionals de rugbi a 7 femení. És la selecció femenina més guardonada en el torneig en unes Olímpiades, havent guanyat la medalla de plata als Jocs Olímpics de Rio 2016 i les medalles d'or als Jocs Olímpics de Tòquio 2020 i als Jocs Olímpics de París 2024. També són les màximes guardonades en el Campionat del Món, havent guanyat 2 medalles d'or i 2 medalles de plata i només havent perdut 1 únic partit en les 4 edicions de la competició. A més de ser l'únic conjunt que ha disputat totes les rondes de les Sèries mundials femenines de rugbi a 7, des que la competició es va inaugurar la temporada 2012-13.

## Històric de resultats
Les caixes vermelles indiquen tornejos disputats a Nova Zelanda

### Campionat del Món de rugbi a 7
| Campionat del món | Campionat del món | Campionat del món | Campionat del món | Campionat del món | Campionat del món | Campionat del món |
| Any               | Ronda             | Posició           | P                 | V                 | D                 | E                 |
| ----------------- | ----------------- | ----------------- | ----------------- | ----------------- | ----------------- | ----------------- |
| 2009              | Final             | Argent            | 6                 | 5                 | 1                 | 0                 |
| 2013              | Final             | Or                | 6                 | 6                 | 0                 | 0                 |
| 2018              | Final             | Or                | 4                 | 4                 | 0                 | 0                 |
| 2022              | Final             | Argent            | 4                 | 4                 | 0                 | 0                 |
| Total             | 2 Títols          | 4/4               | 20                | 19                | 1                 | 0                 |

### Jocs Olímpics
| Jocs Olímpics | Jocs Olímpics | Jocs Olímpics | Jocs Olímpics | Jocs Olímpics | Jocs Olímpics | Jocs Olímpics | Jocs Olímpics |
| Any           | Ronda         | Posició       | P             | V             | D             | E             |               |
| ------------- | ------------- | ------------- | ------------- | ------------- | ------------- | ------------- | ------------- |
| 2016          | Final         | Argent        | 6             | 5             | 1             | 0             |               |
| 2020          | Final         | Or            | 6             | 6             | 0             | 0             |               |
| 2024          | Final         | Or            | 6             | 6             | 0             | 0             |               |
| Total         | 2 Títols      | 2/2           | 18            | 17            | 1             | 0             |               |

### Campionat d'Oceania
| 2008  | Final           | Argent          | 6               | 5               | 1               | 0               |
| 2012  | Final           | Or              | 6               | 6               | 0               | 0               |
| 2013  | Semifinalista   | Bronze          | 6               | 4               | 2               | 0               |
| 2014  | Final           | Or              | 7               | 7               | 0               | 0               |
| 2015  | No hi participà | No hi participà | No hi participà | No hi participà | No hi participà | No hi participà |
| 2016  | No hi participà | No hi participà | No hi participà | No hi participà | No hi participà | No hi participà |
| 2017  | Final           | Or              | 5               | 5               | 0               | 0               |
| 2018  | Final           | Argent          | 5               | 4               | 1               | 0               |
| 2019  | Semifinalista   | Bronze          | 5               | 3               | 2               | 0               |
| 2021  | Final           | Or              | 6               | 6               | 0               | 0               |
| 2023  | Semifinalista   | Bronze          | 6               | 1               | 4               | 1               |
| Total | 4 Títols        | 9/11            | 52              | 41              | 10              | 1               |